# Gabon (estuarij)
Estuarij Gabon ili Rijeka Gabon je kratki široki estuarij na zapadu Gabona. Glavni grad države Libreville ima veliku luku na sjevernoj obali ušća. U estuarij se uljevaju rijeke Komo i Ebe, dug je 65 km i širok oko 14 km. Estuarij se ulijeva Gvinejski zaljev koji je dio Atlantskog oceana. Estuarij je lokalno poznat po nazivu Estuaire du Gabon.